# Sabelianizam
Sabelianizam je kršćanska hereza koja je bila razvijenija i manje naivna forma modalističkog monarhijanizma (vidi monarhijanizam); dobila je ime po Sabeliju (217. – 220.), koji je vjerojatno bio prezbiter u Rimu. Malo se zapravo zna o njegovu životu jer su najdetaljnije informacije o njemu sadržane u pristranim zapisima koje je pisao njegov suvremenik Hipolit Rimski, anti-monarhijski rimski teolog. 

## Vjerovanje
U Rimu je postojala stalno previranje između monarhijanaca ili modalista, i onih koji su priznavali trajne razlike ("Osoba") unutar Božanstva. Monarhisti, u svojoj brizi za Božansku monarhiju (apsolutno jedinstvo i nedjeljivost Boga), zanijekao je da su takve razlike bile krajnje ili trajne. Sabelije je očigledno poučavao da je Božanstvo jedinstveno (apsolutno i samobitno), koje se izražava u trima čimbenim formama: kao Otac u stvaranju, kao Sin u otkupljenju, i kao Duh Sveti u posvećenju. Papa Kalist I. je u početku bio sklon suosjećanju sa Sabelijevim učenjima, ali ga je kasnije osudio i ekskomunicirao.

Hereza je ponovno izbila 30 godina kasnije u Libiji, a istoj se oštro suprotstavio Dionizije Aleksandrijski.  Arije je u 4. stoljeću optužio svoga biskupa za sabelianstvo, a tijekom arijanske kontroverze ta je optužba bila podignuta i na pristalice Nicejskog vjerovanja (onih koji su prihvatili doktrinu Svetog Trojstva iznesenu u nicejskom vjerovanju), čiji je naglasak bio na jedinstvu supstancije Oca i Sina, a koju su arijanci interpretirali na način da ortodoksi odbacuju bilo kakve osobne razlike unutar Božanstva. Oko 375. hereza je obnovljena i oštro ju je napao Bazilije Veliki. U Španjolskoj je, čini se, Priscilijan objavio doktrinu božanskog jedinstva u Sabelijevom učenju.

U vrijeme reformacije sabelianizam je modificirao Mihael Servetus (1511. – 1553.), španjolski teolog i liječnik, na način da su Krist i Duh Sveti bili samo predstavljeni oblici jednog Božanstva: Oca. U 18. stoljeću Emanuel Swedenborg (1688. – 1772.), švedski kršćanski mistik, filozof i znanstvenik, također je podučavao tu doktrinu, kao i njegovi učenici, koji su osnivali Novu Crkvu.

## Vanjske poveznice
- Sabelianizam
- Monarhijanizam  Arhivirana inačica izvorne stranice od 31. ožujka 2018. (Wayback Machine)
- Priscilijan